# Einfarb-Zaunkönig
Der Einfarb-Zaunkönig (Cinnycerthia unirufa) ist eine Vogelart aus der Familie der Zaunkönige (Troglodytidae), die in Venezuela, Kolumbien, Ecuador und Peru verbreitet ist. Der Bestand wird von der IUCN als nicht gefährdet (Least Concern) eingeschätzt.

## Merkmale
Der Einfarb-Zaunkönig erreicht eine Körperlänge von etwa 16,5 cm bei einem Gewicht von ca. 21 bis 29 g. Das Gefieder ist komplett braun, doch in verschiedenen Farbtönen. Der Oberkopf ist orangebraun, der Nacken und die Schultern eher kastanienbraun, was im hinteren Rückenbraun ins rötliche Braun übergeht. Die Handschwingen und Armschwingen sind kastanienfarben und mit engen schwärzlichen Strichen markiert. Die Steuerfedern sind rötlich braun mit unauffällig dunkleren Bändern. Das Kinn ist heller, die Brust orangebraun und wird rötlich braun Richtung Kloake. Die Zügel sind schwärzlich, der Schnabel und die Beine schwarz. Die Augen sind braun. Beide Geschlechter ähneln sich. Jungtiere ähneln erwachsenen Vögeln, doch fehlen die schwarzen Striche an den Flugfedern.

## Verhalten und Ernährung
Der Einfarb-Zaunkönig scheint sich ausschließlich von Wirbellosen zu ernähren. Er sucht sein Futter in den unteren Straten und stöbert oft im Müll auf dem Boden. Er ist sehr gesellig und schließt sich oft gemischten Gruppen an.

## Lautäußerungen
Der Gesang des Einfarb-Zaunkönigs besteht aus lauten, eindrucksvollen und schnell wiederholten zwei oder drei Tönen, die z. B. wie tschu-tu klingen. Diese werden von lauten metallischen Trillern überlagert. Das Ganze dauert mindestens 10 Sekunden lang. Oft singen beide Geschlechter im Duett, an dem sich manchmal auch andere Gruppenmitglieder beteiligen. Auch ruft er ein leises Tschurr oder wit-wit oder ein lautes hartes gia falls ihn ein Eindringling stört.

## Fortpflanzung
In der Sierra de Perijá ist der Einfarb-Zaunkönig von Juni bis August in Brutstimmung. Jungtiere der Unterart C. u, unibrunnea wurden in Kolumbien im März beobachtet. Aus dem Südosten Ecuadors gibt es aus dem November einen Bericht über Nestbauaktivitäten zweier ausgewachsener Vögel. Dieses wurde in 5 Metern über dem Boden in einem Baum gebaut, hatte eine ovale Form und wurde aus Gras, Moos und Zweigen gebaut. Das Nest hatte 15 cm Durchmesser und eine Eingangshöhle, die ca. 3,5 cm breit war.

## Verbreitung und Lebensraum
Der Einfarb-Zaunkönig bevorzugt nasse Bergwälder, Waldränder sowie Gestrüppwälder. Oft befindet sich in seinem Habitat Bambus der Gattung Chusquea. Er bewegt sich in Höhenlagen von 2200 bis 3300 Metern.

## Migration
Es wird vermutet, dass der Einfarb-Zaunkönig ein Standvogel ist.

## Unterarten
Es sind drei Unterarten bekannt:
- Cinnycerthia unirufa unirufa (Lafresnaye, 1840)[3] ist im Nordosten Kolumbiens und dem Südwesten Venezuelas verbreitet.
- Cinnycerthia unirufa chakei Aveledo & Ginés, 1952[4] kommt im Nordwesten Venezuelas vor. Die Subspezies hat weißliche bis graue Augen.[1]
- Cinnycerthia unirufa unibrunnea (Lafresnaye, 1853)[5] kommt vom zentralen Kolumbien über Ecuador bis in den Norden Perus vor. Die Unterart wirkt dunkler und matter als die Nominatform.[1]

## Etymologie und Forschungsgeschichte
Die Erstbeschreibung des Einfarb-Zaunkönigs erfolgte 1840 durch Frédéric de Lafresnaye unter dem wissenschaftlichen Namen Limnornis unirufus. Das Typusexemplar hatte Auguste Boissonneau aus Santafé de Bogotá erhalten. Bereits 1846 führte René Primevère Lesson den neuen Gattungsnamen Cinnycerthia ein. Dieser Name setzt sich aus »cinnuris κιννυρις« für »einen kleinen Vogel laut Hesychios von Alexandria«, ein Name den Georges Cuvier 1817 für eine Gattung der Nektarvögel verwendete, und »certhios κερθιος« für »einen kleinen Baumbewohner, der laut Aristoteles Insekten frisst« zusammen. Der Artname »unirufa« ist ein lateinisches Wortgebilde aus »uni-, unus« für »einzeln, nur, eins« und »rufus« für »fuchsrot, rötlich«, »unibrunnea« mit »brunneus, brunius« für »braun«. »Chakei« bezieht sich auf den ethnologischen Stamm der Chaké, die traditionell der Region des Rio Negro in der Sierra de Perijá lebt.